# Витфилд (Индијана)
Витфилд (енгл. Wheatfield) град је у америчкој савезној држави Индијана.

## Демографија
По попису из 2010. године број становника је 853, што је 81 (10,5%) становника више него 2000. године.
| Група             | 2000.       | 2010.       |
| Белци             | 722 (93,5%) | 790 (92,6%) |
| Афроамериканци    | 19 (2,5%)   | 7 (0,8%)    |
| Азијати           | 1 (0,1%)    | 1 (0,1%)    |
| Хиспаноамериканци | 19 (2,5%)   | 50 (5,9%)   |
| Укупно            | 772         | 853         |